# ArcaniA: Fall of Setarrif
ArcaniA: Fall of Setarrif è l'espansione stand-alone ufficiale per Arcania: Gothic 4. È stata pubblicata il 25 ottobre 2011, dopo un lungo periodo di silenzio da parte di entrambe le case editrici e dopo un rinvio a tempo indeterminato a marzo 2011.

## Trama
Arcania: Fall of Setarrif si ricollega alla fine della storia del gioco principale, rimasta in sospeso, e aggiunge un ulteriore capitolo all'epico racconto. Dopo che il demone, che possedeva Re Rhobar III, è stato esorcizzato, ha percorso la sua strada verso Setarrif per trovare un nuovo ospite. In Setarrif, che è tagliata fuori dal resto dell'isola, il caos e l'anarchia si diffondono rapidamente.
Re Rhobar III è turbato da questi fatti e teme di perdere la città e alcuni dei suoi compagni che sono in Setarrif proprio in quel momento. L'eroe senza nome decide quindi di viaggiare alla volta di Setarrif senza sapere cosa si troverà davanti.